# Arcos decoris
Arcos decoris är en fiskart som beskrevs av Briggs, 1969. Arcos decoris ingår i släktet Arcos och familjen dubbelsugarfiskar. IUCN kategoriserar arten globalt som livskraftig. Inga underarter finns listade i Catalogue of Life.